# Néophyte de Nicée
Néophyte de Nicée né à Nicée, en Bithynie en date inconnue et mort en 303 après J.-C. est un saint de l'Église catholique romaine.

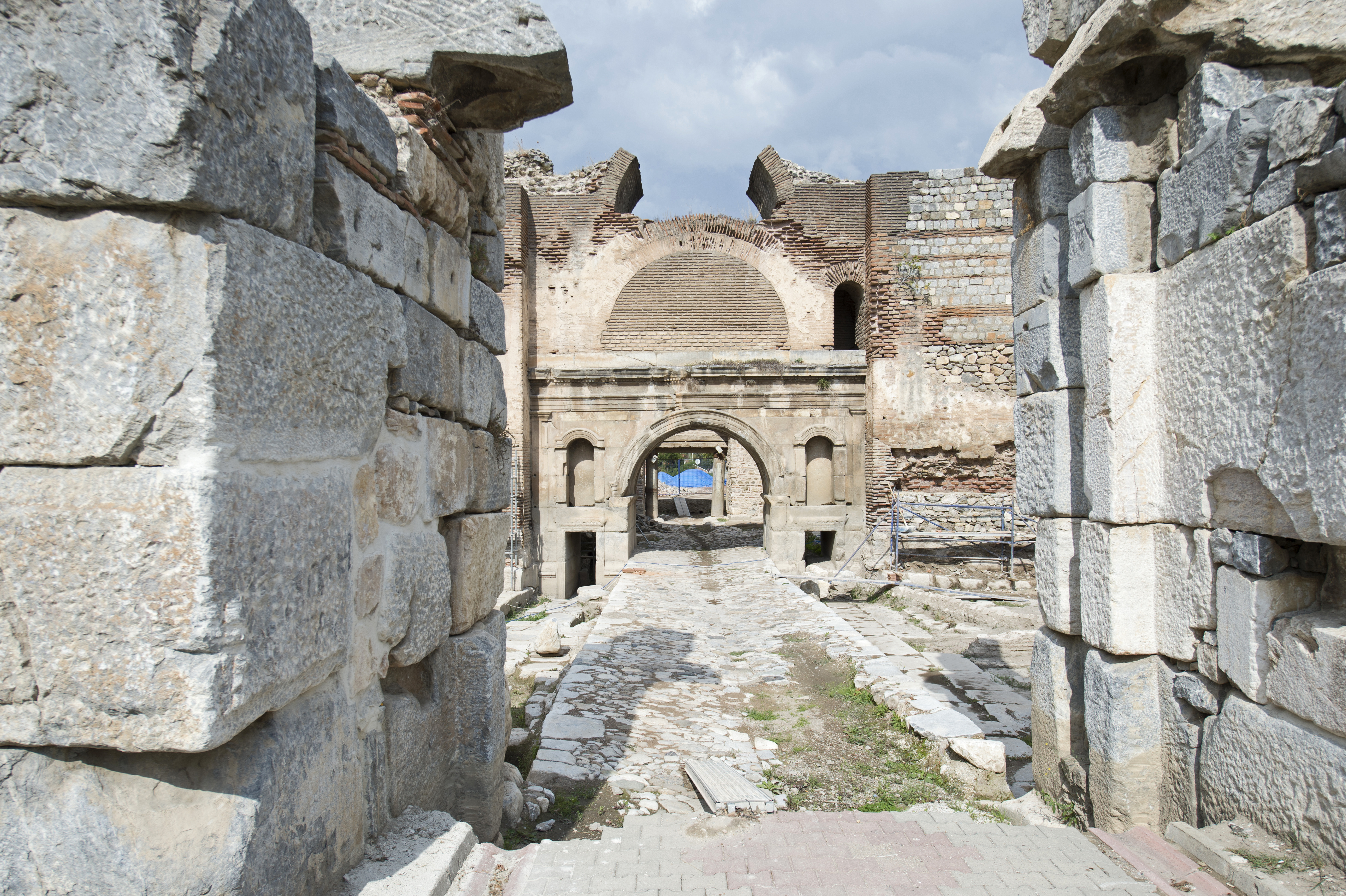
La porte d'Istanbul, ruines de l'ancienne ville de Nicée.

L'Église catholique romaine le vénère comme saint ; il est fêté le 20 janvier. 

## Histoire
Néophyte naît de parents chrétiens dans la ville de Nicée, en Bithynie. Son hagiographie indique qu'enfant une colombe blanche apparaît miraculeusement à sa mère, et lui signale le chemin que Néophyte doit suivre. Il quitte alors son domicile et suit l'oiseau qui le mène à une grotte. Le saint y reste entre neuf et quinze ans, il ne quitte son ermitage qu'une seule fois pour enterrer ses parents et faire don de leurs biens aux pauvres.  
Durant la Persécution de Dioclétien, en 303,, il se rend à Nicée pour dénoncer l'impiété de la foi païenne. Mis en colère par cet acte, ses persécuteurs le fouettent avec des ceintures et le torturent avec des griffes de fer. Le saint martyr sort indemne d'un four chauffé dans lequel il est laissé pendant trois jours et trois nuits. Ses tortionnaires, ne sachant que faire, décident de sa mise à mort. Un des païens le transperce avec son épée (certains disent que c'est une lance), et le saint meurt en dévotion pour le Seigneur de la foi chrétienne à l'âge de seize ans.  
Le Martyrologe romain dit : « À Nicée en Bithynie, dans l'actuelle Turquie, saint Néophyte, martyr ».
En 2014, les vestiges de la basilique Saint-Néophyte submergée au fond du lac et construite vers 390 sont découverts,,.
Il est admis que dans le martyrium de la basilique se trouvait la tombe de saint Néophyte, que les participants du concile de Nicée de 325 ont priés. La basilique aurait été construite à l'endroit où il avait été tué sur la rive du lac.

## Source
- (it) Cet article est partiellement ou en totalité issu de l’article de Wikipédia en italien intitulé « Neofito di Nicea » (voir la liste des auteurs).